# Lis Shoshi
Lis Shoshi (ur. 29 czerwca 1994 w Peciu) – kosowski koszykarz, od 2017 roku reprezentant Kosowa.

## Życie prywatne
Syn Gezima i Burbuqe, ma brata Rinora.